# 圣彼得教堂 (吕贝克)

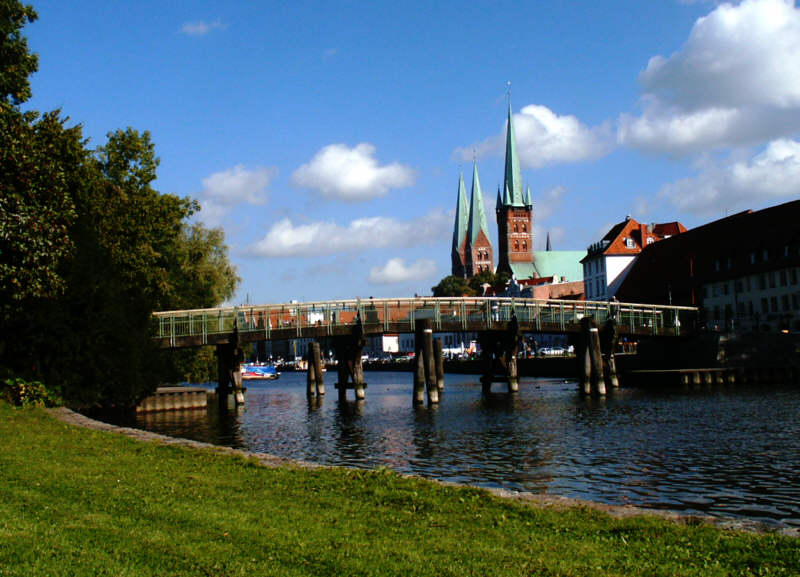
吕贝克的教堂尖顶，前方的是圣彼得教堂，后面的属于圣玛丽亚教堂

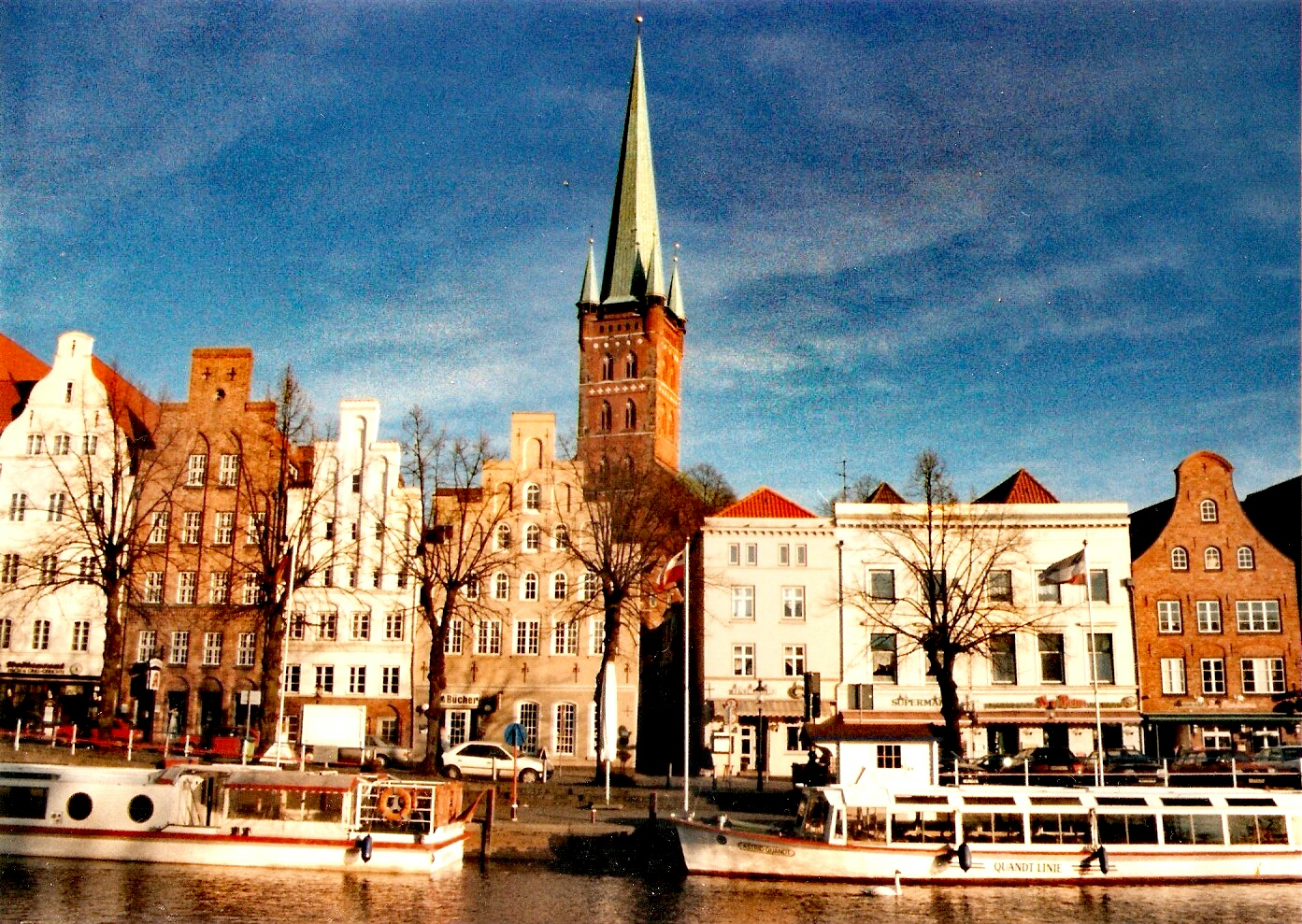
圣彼得教堂尖顶

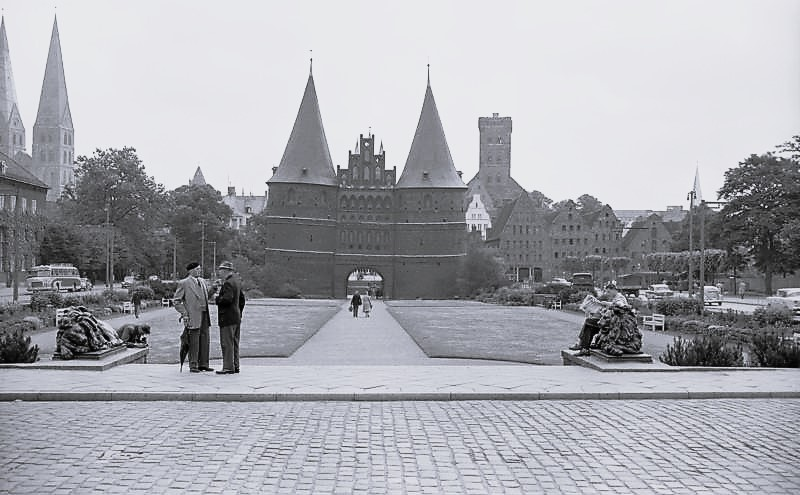
1958年，尖顶已经消失

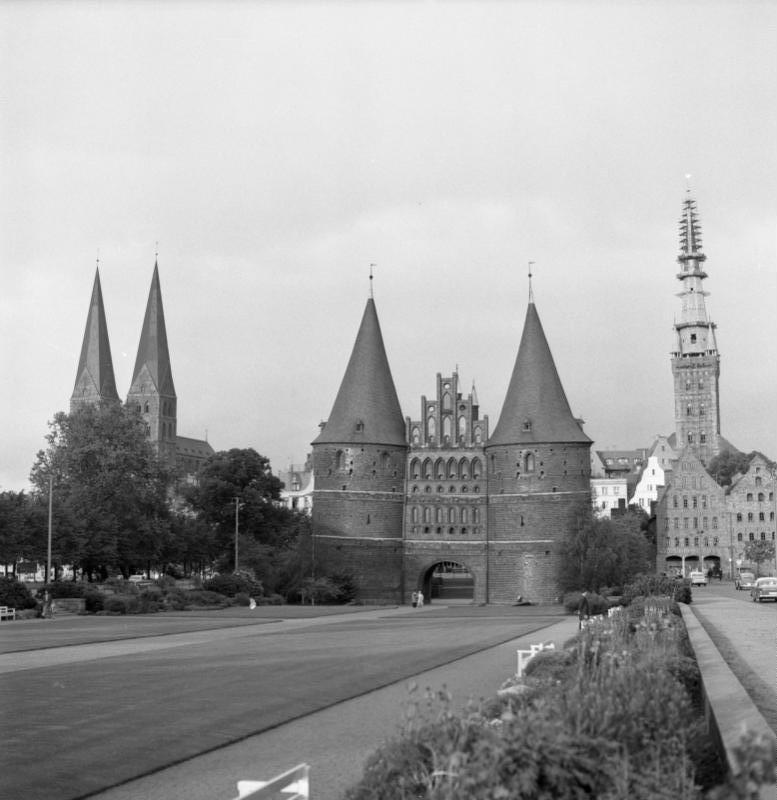
1961年，尖顶重建

53°51′57″N 10°41′0″E / 53.86583°N 10.68333°E
圣彼得教堂（德語：St. Petrikirche）原是德国吕贝克的一座教堂，最早在1170年见于文献记载。此后不断扩建，直到15世纪建成。
第二次世界大战期间，吕贝克圣彼得教堂遭到严重的破坏，在1987年修复。但是室内没有恢复，也不再用于教会仪式，而是用于许多文化和其他宗教的活动和艺术展览。

## 外部連結
- 官方网站